# Sarmato
Sarmato ist eine italienische Gemeinde (comune) mit 2931 Einwohnern (Stand 31. Dezember 2023) in der Provinz Piacenza in der Emilia-Romagna. Die Gemeinde liegt etwa 19 Kilometer westlich von Piacenza am Po im Val Tidone und grenzt unmittelbar an die Provinz Pavia.

## Verkehr
Durch die Gemeinde führt die Autostrada A21 von Turin nach Brescia. Parallel dazu verläuft die frühere Strada Statale 10 Padana Inferiore (heute eine Provinzstraße) von Turin nach Monselice. Der Bahnhof liegt an der Bahnstrecke Alessandria–Piacenza.